# 27 avril dans les chemins de fer
27 mars 27 mai
Chronologies thématiques
- Croisades
- Sports
- Disney

Cette page concerne les événements qui se sont déroulés un 27 avril dans les chemins de fer.

## Événements

### XXesiècle
- 1906. France : déclaration d'utilité publique de la ligne transcévenole.
- 1992. Allemagne : première grève des cheminots allemands depuis dix-huit ans, pour protester contre leurs conditions de travail qu'ils jugent difficiles.